# Aristolochia gentilis
Aristolochia gentilis Franch. – gatunek rośliny z rodziny kokornakowatych (Aristolochiaceae Juss.). Występuje endemicznie w południowej części Chin, w prowincjach Junnan oraz Syczuan.

## Morfologia
PokrójBylina pnąca i płożąca o nagich pędach.
LiścieMają okrągło sercowaty lub nerkowato sercowaty kształt. Mają 3–4 cm długości oraz 4–5 cm szerokości. Nasada liścia ma sercowaty kształt. Z ostrym wierzchołkiem. Ogonek liściowy jest nagi i ma długość 3–4 cm.
KwiatyZebrane są po 2–8 w gronach. Mają zielonkawą barwę. Dorastają 5 mm długości i 2–3 mm średnicy. Mają kształt wyprostowanej tubki. Łagiewka jest kulista u podstawy. Podsadki mają owalny kształt.
OwoceTorebki o kulistym kształcie. Mają 1,5–2 cm średnicy. Pękają przy wierzchołku.

## Biologia i ekologia
Rośnie w zaroślach i na murawach. Występuje na wysokości od 1200 do 1700 m n.p.m. Kwitnie i owocuje od maja do października.